# Червено слънце
„Червено слънце“ (на английски: Red Sun) е френско-италианско-испански уестърн филм на британския кинорежисьор Терънс Йънг от 1971 г.
Ролята на Линк Стюарт се изпълнява от американския киноартист Чарлс Бронсън. Главната женска роля на Кристина се изпълнява от швейцарската киноактриса Урсула Андрес. В ролята на Гош участва френския киноартист Ален Делон. В ролята на Курода Джубие участва японския киноартист Тоширо Мифуне.
 Внимание:  Текстът по-долу разкрива сюжета на произведението (или части от него)!
Курода Джубие е воин самурай. Той придружава японски дипломат по време на посещението му в Америка. Дипломатът носи със себе си златен меч с диаманти като подарък за президента. Докато пътуват с влак към Вашингтон през Дивия Запад чужденците са нападнати от бандитите Гош и Линк. Двамата открадват меча, но Гош успява да измами Линк и да избяга със скъпоценното произведение на изкуството. От този момент нататък самураят и единият бандит са обединяват от една обща цел...